# 2,3-dichlooraniline
2,3-dichlooraniline is een toxisch chloorderivaat van aniline met als brutoformule C6H5Cl2N. De stof komt voor als kleurloze kristallen of als een kleurloze vloeistof. Het is een van de zes mogelijke dichlooraniline-isomeren.

## Toepassingen
2,3-dichlooraniline is een nevenproduct bij de productie van 3,4-dichlooraniline. Het wordt gebruikt als intermediaire stof bij de synthese van kleurstoffen, pesticiden en farmaceutische stoffen.

## Toxicologie en veiligheid
De stof ontleedt bij verbranding met vorming van giftige dampen, waaronder stikstofoxiden en waterstofchloride.